# Philipp Henninger (Fußballspieler)
Philipp Henninger (* 17. Dezember 1917 in Mannheim; † 15. Juli 1986 ebenda) war ein deutscher Fußballspieler. Der zumeist als Läufer oder als Verteidiger im damals praktizierten WM-System eingesetzte Mittelfeld- und Abwehrspieler gewann mit dem VfR Mannheim zweimal in den Jahren 1938 und 1939 die Meisterschaft in der Gauliga Baden. Im Jahr 1949 gewann er als Spielführer mit seinen Mitspielern die Deutsche Meisterschaft. In den drei Endrunden um die Deutsche Meisterschaft der Jahre 1938, 1939 und 1949 absolvierte er für die rot-weiß-blauen Rasenspieler insgesamt 15 Spiele und wird mit 59 Gauligaeinsätzen (1936 bis 1940/41) und mit 85 Spielen in der Oberliga Süd (1946 bis 1950) notiert.

## Karriere

### Spielzeit in der Gauliga
Philipp Henninger wurde im Frühjahr 1924 eingeschult, Ende der 20er-Jahre trat der Schüler dem VfR Mannheim als Jugendfußballer bei. Er durchlief mit Erfolg die Schüler- und Juniorenmannschaften des VfR und erlernte den Beruf des Drehers. Als zur Saison 1936/37 mit Albert Conrad, Werner Feth und Anton Lutz drei leistungsstarke Neuzugänge zu den blau-weiß-roten Rasenspielern gekommen waren, schlug auch die Stunde des VfR-Eigengewächses an der Seite des weiteren Nachwuchstalentes Philipp Rohr. Er debütierte unter Trainer Max Breunig am 18. Oktober 1936 im Spiel gegen Altmeister Karlsruher FV in der Gauliga Baden. Beim heimischen 2:1-Sieg spielte erstmals die spielprägende Läuferreihe Henninger, Otto Kamenzin und Feth gemeinsam. Der Nachwuchsspieler absolvierte in seiner ersten Gauligarunde 15 von 18 Punktspielen und der VfR erreichte hinter dem Lokalrivalen SV Waldhof Mannheim die Vizemeisterschaft. In allen vier Partien gegen die innerstädtischen Konkurrenten des SV Waldhof Mannheim und VfL Neckarau war er zum Einsatz gekommen, darunter auch bei der torreichen 4:7-Niederlage am 28. Februar 1937 vor 18.000 Zuschauern gegen den späteren Meister aus Mannheim.
In seinem zweiten Jahr als Gauligaspieler, 1937/38, errang er mit dem VfR die Meisterschaft im Gau Baden. Er hatte alle 18 Spiele für den Meister bestritten. Mit zwei Punkten Vorsprung gegenüber dem härtesten Rivalen 1. FC Pforzheim gelang mit 28:8 Punkten der Titelgewinn. Im entscheidenden Spiel setzten sich Henninger und seine Mitspieler am 20. März 1938 gegen den Konkurrenten aus Pforzheim mit 1:0 durch. In der Endrunde um die Deutsche Meisterschaft ragten die zwei Spiele am 18. beziehungsweise 30. April gegen den FC Schalke 04 heraus. „Auf Schalke“ glückte ein 2:1-Sieg und im Rückspiel trotzte man den Stars um Fritz Szepan und Ernst Kuzorra ein 2:2-Remis ab. Schalke und der VfR Mannheim schlossen die Gruppe jeweils mit 8:4 Punkten ab; wobei die „Knappen“ das bessere Torverhältnis aufwiesen. Das 1:1 am letzten Gruppenspieltag, den 8. Mai, beim SV Dessau 05 verhinderte den Einzug von Mannheim in das Halbfinale. In allen sechs Gruppenspielen war Henninger als rechter Außenläufer eingesetzt. Durch seine ausgezeichneten Leistungen vertrat der VfR-Außenläufer beim 4:3-Sieg am 20. Februar 1938 in Straßburg auch die Farben des Auswahlteams von Baden/Württemberg gegen die Auswahl von Elsaß; Mitspieler Feth war in diesem Spiel linker Läufer.
Bei der Titelverteidigung 1938/39 fehlte Henninger in nur einem Spiel. Der VfR feierte die Meisterschaft nach 18 Spielen ohne Niederlage mit 30:6 Punkten und 41:12 Toren. Beim Derbysieg am 13. November 1938 mit 2:1 gegen den SV Waldhof Mannheim vor 30.000 Zuschauern bildete er gemeinsam mit Feth und Rohr die Läuferreihe. Auch in der Endrunde 1939 bestritt der zuverlässige Außenläufer alle sechs Spiele gegen den SV Dessau 05, den Stuttgarter Kickers und dem SK Admira Wien. Die Wiener setzten sich mit 7:5 Punkten vor den punktgleichen Stuttgartern durch, dahinter folgten mit jeweils 5:7 Punkten der VfR Mannheim und der SV Dessau 05. Beim herausragenden 3:0-Sieg am 23. April 1939 im Heimspiel gegen den SK Admira Wien agierte Henninger als Mittelläufer und wurde von Rohr und Feth auf den Seitenläuferposten unterstützt.
Bis zur Saison 1940/41 stand Henninger dem VfR Mannheim zur Verfügung und bestritt am 23. Februar 1941 bei der 0:1-Niederlage gegen den VfL Neckarau sein letztes Gauligaspiel. Insgesamt wird Henninger von 1936 bis 1941 für Mannheim mit 65 Gauligaeinsätzen notiert. Durch die Umstände des Zweiten Weltkriegs bedingt, war ab März 1941 der Spielbetrieb für den VfR Mannheim nicht mehr möglich.

### Unterbrechung des Spielbetriebs
Obergefreiter Henninger hatte bei den Pionieren in Mannheim seine militärische Ausbildung erfahren, gehörte dem Panzer-Pionier-Bataillon 33 an, welches der 15. Panzer-Division unterstellt war und im Frühjahr 1941 nach Tripolis (Italienisch-Libyen) verschifft wurde, von wo aus der Vormarsch entlang der Küste gen Osten gestartet wurde. Bei der späteren Einnahme von Tobruk, irgendwo im libysch-ägyptischen Grenzgebiet, geriet Henninger 1942 in britische Gefangenschaft und wurde ins kanadische Lethbridge verschifft. Im Internierungslager Camp 133 traf er auf seine Landsleute Hermann Jöckel, Ernst Langlotz, Jakob Müller, Herbert Senck und auf den Sudetendeutschen Rudolf de la Vigne. Ende 1946 wurde Henninger in Richtung Heimat entlassen.

### Spielzeit in der Oberliga
Im zweiten Jahr Oberliga Süd, 1946/47, konnte Henninger nach fünfjähriger Unterbrechung, am 22. Dezember 1946, beim torlosen Remis im Heimspiel gegen die SpVgg Fürth sein Comeback beim VfR Mannheim starten. Er agiert auf der Mittelläuferrolle und als Außenläufer waren Jakob Müller und Philipp Rohr im Einsatz. Am Saisonende gehörte auch noch Rudolf de la Vigne dem VfR-Kader an, der die Saison als Zwölftplatzierter abschloss. In der Saison 1947/48 verbesserten sich die “Blau-Weiß-Roten” auf den 8. Rang und erreichten 1948/49 gar die Vizemeisterschaft. In der Endrunde um die Deutsche Meisterschaft gelang nach dem 5:0-Sieg über den Hamburger SV und dem 2:1-Sieg über den Süddeutschen Meister Kickers Offenbach am 10. Juli 1949 die Sensation: Mannheim gewann mit 3:2 nach Verlängerung gegen Borussia Dortmund die Deutsche Meisterschaft. Henninger bildete jeweils mit Eugen Rößling das Mannheimer Verteidigerpaar. Nach dem 4. Rang 1949/50 und insgesamt 85 Spielen in der Oberliga Süd beendete Henninger im Sommer 1950 seine Fußballerkarriere.

## Sonstiges
Der seit 1947 verheiratete Henninger wohnte mit seiner Ehefrau zunächst in Lützelsachsen, zog 1950 nach Mannheim und war dort in der Poststelle der Rheinischen Hypothekenbank tätig.